# Fußball-Weltmeisterschaft der Frauen 2003/Finalrunde
Resultate der Finalrunde der Fußball-Weltmeisterschaft der Frauen 2003.

## Übersicht
|  | Viertelfinale              | Viertelfinale              |                            |                           | Halbfinale                | Halbfinale |  |  | Finale                    | Finale                    |
|  |                            |                            |                            |                           |                           |            |  |  |                           |                           |
|  | 1. Oktober 2003 – Foxboro  |                            |                            |                           |                           |            |  |  |                           |                           |
|  | Vereinigte Staaten         | 1                          |                            |                           |                           |            |  |  |                           |                           |
|  | Vereinigte Staaten         | 1                          | 5. Oktober 2003 – Portland |                           |                           |            |  |  |                           |                           |
|  | Norwegen                   | 0                          |                            |                           |                           |            |  |  |                           |                           |
|  | Norwegen                   | 0                          | Vereinigte Staaten         | 0                         |                           |            |  |  |                           |                           |
|  |                            |                            | Vereinigte Staaten         | 0                         |                           |            |  |  |                           |                           |
|  |                            | Deutschland                | 3                          |                           |                           |            |  |  |                           |                           |
|  | Deutschland                | Deutschland                | 3                          | 7                         |                           |            |  |  |                           |                           |
|  | Deutschland                |                            |                            | 7                         |                           |            |  |  |                           |                           |
|  | Russland                   | 1                          |                            | 12. Oktober 2003 – Carson | 12. Oktober 2003 – Carson |            |  |  |                           |                           |
|  | 2. Oktober 2003 – Portland | 2. Oktober 2003 – Portland | Deutschland                | 121                       |                           |            |  |  |                           |                           |
|  | 1. Oktober 2003 – Foxboro  | 1. Oktober 2003 – Foxboro  |                            | Schweden                  | 1                         |            |  |  |                           |                           |
|  | Brasilien                  | 1                          |                            |                           |                           |            |  |  |                           |                           |
|  | Schweden                   | 2                          |                            |                           |                           |            |  |  |                           |                           |
|  | Schweden                   | 2                          | Schweden                   | 2                         |                           |            |  |  |                           |                           |
|  |                            |                            | Schweden                   | 2                         | Spiel um Platz 3          |            |  |  |                           |                           |
|  |                            | Kanada                     | 1                          |                           |                           |            |  |  |                           |                           |
|  | Volksrepublik China        | Kanada                     | 1                          | 0                         | Vereinigte Staaten        | 3          |  |  |                           |                           |
|  | Volksrepublik China        | 5. Oktober 2003 – Portland |                            | 0                         | Vereinigte Staaten        | 3          |  |  |                           |                           |
|  | Kanada                     | 1                          |                            | Kanada                    | 1                         |            |  |  |                           |                           |
|  | Kanada                     | 1                          |                            |                           | 1                         |            |  |  |                           |                           |
|  | 2. Oktober 2003 – Portland | 2. Oktober 2003 – Portland |                            |                           |                           |            |  |  | 11. Oktober 2003 – Carson | 11. Oktober 2003 – Carson |

1 Sieg nach Golden Goal

## Viertelfinale

### USA – Norwegen 1:0 (1:0)
| USA                                           | USA | Norwegen | Norwegen |
| --------------------------------------------- | --- | --- | -------- |
| USA                                           | \| 1. Oktober 2003 in Foxboro (Gillette Stadium) \| \| Zuschauer: 25.103 \| \| Schiedsrichterin: Nicole Petignat ( Schweiz) \| | \| 1. Oktober 2003 in Foxboro (Gillette Stadium) \| \| Zuschauer: 25.103 \| \| Schiedsrichterin: Nicole Petignat ( Schweiz) \| | Norwegen |
| USA                                           | Briana Scurry – Christie Rampone, Cat Reddick, Joy Fawcett, Kate Markgraf – Shannon Boxx, Julie Foudy (81. Kylie Bivens), Kristine Lilly – Mia Hamm, Cindy Parlow (72. Tiffeny Milbrett), Abby Wambach Cheftrainerin: April Heinrichs | Bente Nordby – Brit Sandaune, Ane Stangeland Horpestad, Monica Knudsen, Marit Fiane Christensen (77. Linda Ørmen) – Solveig Gulbrandsen, Unni Lehn (84. Hege Riise), Lise Klaveness – Trine Rønning (24. Anita Rapp), Marianne Pettersen, Dagny Mellgren Cheftrainer: Even Pellerud | Norwegen |
| USA                                           | 1:0 Abby Wambach (24.) | | Norwegen |
| USA                                           | Lise Klaveness, Unni Lehn, Bente Nordby, Hege Riise | | Norwegen |
| 1. Oktober 2003 in Foxboro (Gillette Stadium) | | |          |
| Zuschauer: 25.103                             | | |          |
| Schiedsrichterin: Nicole Petignat ( Schweiz)  | | |          |

### Brasilien – Schweden 1:2 (1:1)
| Brasilien                                               | Brasilien | Schweden | Schweden |
| ------------------------------------------------------- | --- | --- | -------- |
| Brasilien                                               | \| 1. Oktober 2003 in Foxboro (Gillette Stadium) \| \| Zuschauer: 25.103 \| \| Schiedsrichterin: Zhang Dongqing ( Volksrepublik China) \|                          | \| 1. Oktober 2003 in Foxboro (Gillette Stadium) \| \| Zuschauer: 25.103 \| \| Schiedsrichterin: Zhang Dongqing ( Volksrepublik China) \| | Schweden |
| Brasilien                                               | Andréia – Juliana, Tânia Maranhão, Renata Costa – Simone (58. Cristiane), Formiga (81. Kelly), Maycon, Kátia, Daniela – Marta, Rosana Cheftrainer: Paulo Gonçalves | Sofia Lundgren – Karolina Westberg, Jane Törnqvist, Hanna Marklund, Frida Östberg – Malin Andersson (72. Therese Sjögran), Malin Moström, Anna Sjöström, Sara Larsson (90. Sara Call) – Hanna Ljungberg, Victoria Svensson Cheftrainerin: Marika Domanski Lyfors | Schweden |
| Brasilien                                               | 1:1 Marta (44., Elfmeter) | 0:1 Victoria Svensson (23.) 1:2 Malin Andersson (53.) | Schweden |
| Brasilien                                               | Daniela, Juliana | Sofia Lundgren, Anna Sjöström | Schweden |
| 1. Oktober 2003 in Foxboro (Gillette Stadium)           | | |          |
| Zuschauer: 25.103                                       | | |          |
| Schiedsrichterin: Zhang Dongqing ( Volksrepublik China) | | |          |

### Deutschland – Russland 7:1 (1:0)
| Deutschland                             | Deutschland | Russland | Russland |
| --------------------------------------- | --- | --- | -------- |
| Deutschland                             | \| 2. Oktober 2003 in Portland (PGE-Park) \| \| Zuschauer: 20.012 \| \| Schiedsrichterin: Im Eun-ju ( Südkorea) \| | \| 2. Oktober 2003 in Portland (PGE-Park) \| \| Zuschauer: 20.012 \| \| Schiedsrichterin: Im Eun-ju ( Südkorea) \| | Russland |
| Deutschland                             | Silke Rottenberg – Kerstin Stegemann, Ariane Hingst, Sandra Minnert, Stefanie Gottschlich – Kerstin Garefrekes, Bettina Wiegmann (66. Nia Künzer), Renate Lingor (82. Viola Odebrecht) – Martina Müller (57. Pia Wunderlich), Maren Meinert, Birgit Prinz Cheftrainerin: Tina Theune-Meyer | Alla Wolkowa – Tatjana Saizewa, Marina Burakowa, Marina Sajenko, Wera Strukowa – Galina Komarowa, Tatjana Jegorowa (75. Marina Kolomijez), Alexandra Swetlizkaja (34. Elena Denchtchik), Tatjana Skotnikowa – Natalja Barbaschina, Olga Letjuschowa (46. Jelena Danilowa) Cheftrainer: Juri Bystrizki | Russland |
| Deutschland                             | 1:0 Martina Müller (25.) 2:0 Sandra Minnert (57.) 3:0 Pia Wunderlich (60.) 4:0 Kerstin Garefrekes (62.) 5:1 Birgit Prinz (80.) 6:1 Kerstin Garefrekes (85.) 7:1 Birgit Prinz (89.) | 4:1 Jelena Danilowa (70.) | Russland |
| Deutschland                             | Pia Wunderlich | | Russland |
| 2. Oktober 2003 in Portland (PGE-Park)  | | |          |
| Zuschauer: 20.012                       | | |          |
| Schiedsrichterin: Im Eun-ju ( Südkorea) | | |          |

### China – Kanada 0:1 (0:1)
| China                                  | China | Kanada | Kanada |
| -------------------------------------- | --- | --- | ------ |
| China                                  | \| 2. Oktober 2003 in Portland (PGE-Park) \| \| Zuschauer: 20.012 \| \| Schiedsrichterin: Kari Seitz ( USA) \|                                                                                 | \| 2. Oktober 2003 in Portland (PGE-Park) \| \| Zuschauer: 20.012 \| \| Schiedsrichterin: Kari Seitz ( USA) \| | Kanada |
| China                                  | Han Wenxia – Li Jie, Fan Yunjie, Liu Yali (82. Teng Wei), Wang Liping – Zhao Lihong (58. Ren Liping), Liu Ying (65. Zhang Ouying), Pu Wei – Bai Jie, Sun Wen, Bi Yan Cheftrainer: Ma Liangxing | Taryn Swiatek – Sharolta Nonen, Isabelle Morneau (12. Silvana Burtini), Andrea Neil – Diana Matheson, Kara Lang (90. Kristina Kiss), Brittany Timko, Tanya Dennis, Christine Latham (73. Christine Latham) – Charmaine Hooper, Christine Sinclair Cheftrainer: Even Pellerud | Kanada |
| China                                  | 0:1 Charmaine Hooper (7.) | | Kanada |
| China                                  | Teng Wei | Charmaine Hooper, Kara Lang, Andrea Neil | Kanada |
| 2. Oktober 2003 in Portland (PGE-Park) | | |        |
| Zuschauer: 20.012                      | | |        |
| Schiedsrichterin: Kari Seitz ( USA)    | | |        |

## Halbfinale

### USA – Deutschland 0:3 (0:1)
| USA                                          | USA | Deutschland | Deutschland |
| -------------------------------------------- | --- | --- | ----------- |
| USA                                          | \| 5. Oktober 2003 in Portland (PGE-Park) \| \| Zuschauer: 27.623 \| \| Schiedsrichterin: Sonia Denoncourt ( Kanada) \| | \| 5. Oktober 2003 in Portland (PGE-Park) \| \| Zuschauer: 27.623 \| \| Schiedsrichterin: Sonia Denoncourt ( Kanada) \| | Deutschland |
| USA                                          | Briana Scurry – Kylie Bivens (70. Tiffeny Milbrett), Cat Reddick, Joy Fawcett, Kate Markgraf – Shannon Boxx, Julie Foudy, Kristine Lilly – Mia Hamm, Cindy Parlow (52. Aly Wagner), Abby Wambach Cheftrainerin: April Heinrichs | Silke Rottenberg – Kerstin Stegemann, Ariane Hingst, Sandra Minnert, Stefanie Gottschlich – Kerstin Garefrekes, Bettina Wiegmann, Renate Lingor, Pia Wunderlich; Maren Meinert, Birgit Prinz Cheftrainerin: Tina Theune-Meyer | Deutschland |
| USA                                          | 0:1 Kerstin Garefrekes (15.) 0:2 Maren Meinert (90.+1') 0:3 Birgit Prinz (90.+3') | | Deutschland |
| 5. Oktober 2003 in Portland (PGE-Park)       | | |             |
| Zuschauer: 27.623                            | | |             |
| Schiedsrichterin: Sonia Denoncourt ( Kanada) | | |             |

### Schweden – Kanada 2:1 (0:0)
| Schweden                                        | Schweden | Kanada | Kanada |
| ----------------------------------------------- | --- | --- | ------ |
| Schweden                                        | \| 5. Oktober 2003 in Portland (PGE-Park) \| \| Zuschauer: 27.623 \| \| Schiedsrichterin: Katriina Elovirta ( Finnland) \| | \| 5. Oktober 2003 in Portland (PGE-Park) \| \| Zuschauer: 27.623 \| \| Schiedsrichterin: Katriina Elovirta ( Finnland) \| | Kanada |
| Schweden                                        | Caroline Jönsson – Karolina Westberg, Jane Törnqvist, Hanna Marklund, Kristin Bengtsson (75. Sara Johansson), Frida Östberg – Malin Moström, Malin Andersson (70. Therese Sjögran), Anna Sjöström (70. Josefine Öqvist) – Hanna Ljungberg, Victoria Svensson Cheftrainerin: Marika Domanski Lyfors | Taryn Swiatek – Sharolta Nonen, Andrea Neil, Diana Matheson – Kara Lang, Brittany Timko, Silvana Burtini (55. Kristina Kiss), Tanya Dennis – Christine Latham (74. Rhian Wilkinson), Charmaine Hooper, Christine Sinclair Cheftrainer: Even Pellerud | Kanada |
| Schweden                                        | 1:1 Malin Moström (79.) 2:1 Josefine Öqvist (86.) | 0:1 Kara Lang (64.) | Kanada |
| Schweden                                        | Jane Törnqvist | | Kanada |
| 5. Oktober 2003 in Portland (PGE-Park)          | | |        |
| Zuschauer: 27.623                               | | |        |
| Schiedsrichterin: Katriina Elovirta ( Finnland) | | |        |

## Spiel um Platz 3

### USA – Kanada 3:1 (1:1)
| USA                                            | USA | Kanada | Kanada |
| ---------------------------------------------- | --- | --- | ------ |
| USA                                            | \| 11. Oktober 2003 in Carson (Home Depot Center) \| \| Zuschauer: 25.253 \| \| Schiedsrichterin: Tammy Ogston ( Australien) \| | \| 11. Oktober 2003 in Carson (Home Depot Center) \| \| Zuschauer: 25.253 \| \| Schiedsrichterin: Tammy Ogston ( Australien) \|                                                                           | Kanada |
| USA                                            | Briana Scurry – Christie Rampone, Cat Reddick, Joy Fawcett, Kate Markgraf (84. Shannon MacMillan) – Shannon Boxx, Julie Foudy (78. Kylie Bivens), Kristine Lilly – Mia Hamm, Cindy Parlow (43. Tiffeny Milbrett), Abby Wambach Cheftrainerin: April Heinrichs | Taryn Swiatek – Sasha Andrews, Sharolta Nonen, Andrea Neil – Kristina Kiss, Diana Matheson, Kara Lang, Brittany Timko – Christine Latham, Charmaine Hooper, Christine Sinclair Cheftrainer: Even Pellerud | Kanada |
| USA                                            | 1:0 Kristine Lilly (22.) 2:1 Shannon Boxx (51.) 3:1 Tiffeny Milbrett (80.) | 1:1 Christine Sinclair (38.) | Kanada |
| USA                                            | Charmaine Hooper, Kara Lang | | Kanada |
| 11. Oktober 2003 in Carson (Home Depot Center) | | |        |
| Zuschauer: 25.253                              | | |        |
| Schiedsrichterin: Tammy Ogston ( Australien)   | | |        |

## Finale

### Deutschland – Schweden 2:1 n.GG. (1:1, 0:1)
| Deutschland                                    | Deutschland | Schweden | Schweden |
| ---------------------------------------------- | --- | --- | -------- |
| Deutschland                                    | \| 12. Oktober 2003 in Carson (Home Depot Center) \| \| Zuschauer: 26.137 \| \| Schiedsrichterin: Cristina Babadac ( Rumänien) \| | \| 12. Oktober 2003 in Carson (Home Depot Center) \| \| Zuschauer: 26.137 \| \| Schiedsrichterin: Cristina Babadac ( Rumänien) \| | Schweden |
| Deutschland                                    | Silke Rottenberg – Kerstin Stegemann, Ariane Hingst, Sandra Minnert, Stefanie Gottschlich – Kerstin Garefrekes (76. Martina Müller), Bettina Wiegmann, Renate Lingor, Pia Wunderlich (88. Nia Künzer) – Maren Meinert, Birgit Prinz Cheftrainerin: Tina Theune-Meyer | Caroline Jönsson – Karolina Westberg, Jane Törnqvist, Hanna Marklund, Sara Larsson (76. Kristin Bengtsson), Frida Östberg – Malin Moström, Malin Andersson (53. Therese Sjögran), Anna Sjöström (53. Linda Fagerström) – Hanna Ljungberg, Victoria Svensson Cheftrainerin: Marika Domanski Lyfors | Schweden |
| Deutschland                                    | 1:1 Maren Meinert (46.) 2:1 Nia Künzer (98., Golden Goal) | 0:1 Hanna Ljungberg (41.) | Schweden |
| 12. Oktober 2003 in Carson (Home Depot Center) | | |          |
| Zuschauer: 26.137                              | | |          |
| Schiedsrichterin: Cristina Babadac ( Rumänien) | | |          |